# إدي أكوف
إدي أكوف (بالإنجليزية: Eddie Acuff)‏ مواليد 3 يونيو 1903 في كاروثرزفيل، ميزوري، الولايات المتحدة - الوفاة 17 ديسمبر 1956 في هوليوود، كاليفورنيا، الولايات المتحدة، هو ممثل أمريكي بدأ مسيرته الفنية سنة 1932. امتدت مسيرته الفنية لأكثر من 20 عاما.

## الأعمال
- أربع بنات
- يانكي دودل داندي

## روابط خارجية
- إدي أكوف على موقع IMDb (الإنجليزية)
- إدي أكوف على موقع ألو سيني (الفرنسية)
- إدي أكوف على موقع تيرنر كلاسيك موفيز (الإنجليزية)
- إدي أكوف على موقع أول موفي (الإنجليزية)
- إدي أكوف على موقع قاعدة بيانات برودواي على الإنترنت (الإنجليزية)
- إدي أكوف على موقع قاعدة بيانات برودواي على الإنترنت (الإنجليزية)
- إدي أكوف على موقع قاعدة بيانات الأفلام السويدية (السويدية)
- إدي أكوف على موقع إن إن دي بي (الإنجليزية)
- إدي أكوف على موقع قاعدة بيانات الفيلم (الإنجليزية)
- إدي أكوف على موقع كينوبويسك (الروسية)